# Головкін Василь Якович
Василь Якович Головкін (нар. 10 січня 1909, село Єфремово Ровенської волості Боровицького повіту, тепер Боровицького району Новгородської області, Російська Федерація — 1 лютого 1986, похований у Москві, на Кунцевському кладовищі) — радянський військовий діяч, політпрацівник, член Військової ради — начальник Політуправління Київського військового округу, генерал-полковник. Член ЦК КП(б)Б. Кандидат у члени Бюро ЦК КП(б)Б у травні—грудні 1940 року. Депутат Верховної Ради УРСР 6—7-го скликань. Член ЦК КПУ в 1966—1971 роках.

## Біографія
Народився в селянській родині. Закінчив Великопорозьку школу. Працював у місті Боровичах на Новгородщині.
Член ВКП(б) з 1931 року.
У 1932—1934 роках — у Червоній Армії. Служив у прикордонних військах.
Перебував на керівній комсомольській роботі. Закінчив Вищу школу партійних організаторів при ЦК ВКП(б).
У 1938—1940 роках — 1-й секретар ЦК ЛКСМ Білорусі. Потім — на партійній роботі.
З 1941 року — у Червоній Армії. Учасник німецько-радянської війни з 1941 року. У червні 1942 — січні 1943 року — виконувач обов'язків начальника, начальник Політичного відділу 50-ї армії Західного фронту. У січні 1943 — 1945 року — начальник Політичного відділу 49-ї армії 2-го Білоруського фронту.
Після війни перебував на керівній військово-політичній роботі. Служив начальником Політичного управління військового округу, заступником командира з політичної частини Обчислювального центру-1 Міністерства оборони СРСР. Був начальником політичного відділу штабу й управлінь Тилу Збройних сил СРСР, секретарем партійного комітету Головного штабу і управлінь Головнокомандувача сухопутних військ СРСР.
У січні 1962 — вересні 1969 року — член Військової ради - начальник Політичного управління Київського військового округу.
З вересня 1969 року — заступник начальника управління Генерального штабу Збройних Сил СРСР з політичної частини — начальник Політичного відділу Генерального штабу Збройних Сил СРСР.
Потім — у відставці в місті Москві. Похований на Кунцевському цвинтарі Москви.

## Звання
- полковий комісар
- полковник (1942)
- генерал-майор (11.07.1945)
- генерал-лейтенант (7.05.1960)
- генерал-полковник (19.02.1968)

## Нагороди
- два ордени Вітчизняної війни 1-го ст. (28.09.1943,)
- чотири ордени Червоного Прапора (19.02.1943, 10.04.1945, 6.06.1945,)
- орден Червоної Зірки
- орден «Знак Пошани» (28.02.1939)
- медалі
- Почесна грамота Президії Верховної Ради Української РСР (9.01.1969)